# 3110 Ваґман
3110 Ваґман (3110 Wagman) — астероїд головного поясу, відкритий 28 вересня 1975 року.
Тіссеранів параметр щодо Юпітера — 3,423.